# نوبة فن
نوبة فن (بالإنجليزية: Art Attack)‏ هو سلسلة تلفازية بريطانية للأطفال تدور حول الفن. السلسلة الأصلية كانت من أطول البرامج التي عرضت على CITV، حيث بدأ عرضه عام 1990 إلى عام 2007. وقد كان المقدم فيه نيل بوكانن Neil Buchanan.
سلسلة نوبة فن الجديدة عرضت على قناة ديزني للصغار (بريطانيا وإيرلندا) في السادس من يونيو عام 2011 وقد كان المقدم جاسا أهلواليا Jassa Ahluwalia. وفي كل عرض نشاهد تعليقا صوتيا لجاسا أهلواليا على لقطات لفنان ينتج ثلاثة أعمال فنية.
السلسلة الأخيرة للبرنامج تقدم بواسطة لويد واربي Lloyd Warbey.
تعرض في قناة تلفزيون ج (2014)

## وصلات خارجية
- نوبة فن على موقع IMDb (الإنجليزية)
- نوبة فن على موقع روتن توميتوز (الإنجليزية)
- نوبة فن على موقع ألو سيني (الفرنسية)
- نوبة فن على موقع قاعدة بيانات الفيلم (الإنجليزية)
- الموقع الرسمي لـArt Attack
- موقع نيل بوكانن
- موقع لويد واربي